# Royale Union sportive binchoise
Maillots
Actualités
Dernière mise à jour : 27 juillet 2023.
La Royale Union sportive binchoise était un club de football belge localisé à Binche, dans le quartier de Battignies. Créé par fusion en 1942, le club porte le matricule 4170. Ses couleurs sont le jaune et le bleu. Son palmarès comporte un titre de Champion de Promotion en 1984, ce qui lui permit de jouer en Division 3 durant 3 saisons. Lors de la saison 2018-2019, il évolue en troisième provinciale. Au terme de cette saison, le club fusionne avec la R. JE Binchoise. L'entité conserve l'appellation "R. US Binchoise" mais le matricule 3835. L'Histoire du matricule 4170 qui a connu la Division 3 s'arrête là.

## Historique
La R. US Binchoise est issue d'une fusion survenue en 1944, entre le R. FC Binchois (matricule 207, fondé en 1922) et l'US Binchoise (matricule 3872, fondée en 1943). Affiliée à l'Union belge, la nouvelle entité se voit attribuer le matricule 4170. À cette époque, les règlements prévoient l'abandon des matricules existants et l'attribution d'un nouveau matricule en cas de fusion.
Le club est reconnu « Société royale » de manière écrite le 12 mai 1952, mais a reçu l'autorisation orale de porter le titre de "Royale" dès 1945 .
La R. US Binchoise évolue durant 18 saisons en séries nationales dont 3 au troisième niveau de la hiérarchie. Durant cette période, deux joueurs rejoignent l'élite nationale, Salvino Marinelli au KSK Beveren, et Frédéric Tilmant au KV Courtrai.
Dans les années 1990, la R. US binchoise manque deux fois la remontée en Division 3 en échouant de peu derrière le champion. Après avoir participé à la première édition du tour final de Promotion, la R. US binchoise quitte les séries nationales et glisse vers les divisions inférieures.
En 2013-2014, le club évolue en 2e provinciale. Lors de la saison 2016-2017, après une série de 10 matchs sans prendre de points en début de saison, le Club descend en 3ième Provinciale au terme d'un tour Final.
Dans le courant de la saison 2018-2019, les clubs binchois peinent à atteindre leurs objectifs, ils décident de s'accorder. Souvent évoquée mais jamais plus, la "grande fusion" prend corps. En janvier 2019, les dirigeants des matricules 4170 (R. US Binchoise) et 3835 (R. JE Binchoise (RJEB)) s'assoient à la même table et avec l'aval des autorités communales officialisent la fusion. Celle-ci devient active pour la saison suivante. Les principales décisions sont de conserver la dénomination de ROYALE UNION SPORTIVE BINCHOISE et le plus petit matricule, soit le 3835 de la RJEB. L'équipe "A" jouera au stade Aimé Vachaudez de "l'ancienne" RUS Binchoise. La RJEB n'ayant pu se maintenir en Division 3 Amateur, l'entité nouvellement formée débute en P1 Hainaut (6e niveau).
Note: la R JE Binchoise s'est créée en 2012 par le rapprochement de trois cercles: R. SC Leval (3835), R. FC Ressaix (528) et JS de Bray (9437).

## Résultats en séries nationales
Statistiques mises à jour le 21 juin 2013

### Palmarès
- 1 fois champion de Promotion en 1984.
- 3 fois champion de Provinciale 1 en 1955, 1960, 1982, 2020.

### Bilan
| Niv | Divisions     | Jouées | Titres | TM Up | TM Down |
| --- | ------------- | ------ | ------ | ----- | ------- |
| I   | 1re nationale | 0      | 0      |       |         |
| II  | 2e nationale  | 0      | 0      |       |         |
| III | 3e nationale  | 3      | 0      |       |         |
| IV  | 4e nationale  | 15     | 1      | 1     |         |
| V   | 5e nationale  | 0      | 0      |       |         |
|     |               |        |        |       |         |
|     | TOTAUX        | 18     | 1      | 1     | 0       |

- TM Up : test-match pour départager des égalités, ou toutes formes de Barrages ou de Tour final pour une montée éventuelle.
- TM Down : test-match pour départager des égalités, ou toutes formes de Barrages ou de Tour final pour le maintien.

### Classements saison par saison
| Ordre               | Saison  | Nom du club     | Niveau             | Classement final | Remarques          |
| ------------------- | ------- | --------------- | ------------------ | ---------------- | ------------------ |
| 1                   | 1955-56 | R. US binchoise | Promotion série A  | 9e/16            |                    |
| 2                   | 1956-57 | R. US binchoise | Promotion série B  | 9e/16            |                    |
| 3                   | 1957-58 | R. US binchoise | Promotion série B  | 16e/16           | Relégué!           |
| séries provinciales |         |                 |                    |                  |                    |
| 4                   | 1960-61 | R. US binchoise | Promotion série B  | 9e/16            |                    |
| 5                   | 1961-62 | R. US binchoise | Promotion série B  | 15e/16           | Relégué!           |
| séries provinciales |         |                 |                    |                  |                    |
| 6                   | 1982-83 | R. US binchoise | Promotion série B  | 8e/16            |                    |
| 7                   | 1983-84 | R. US binchoise | Promotion série D  | 1er/16           | Champion et promu! |
| 8                   | 1984-85 | R. US binchoise | Division 3 série A | 7e/16            |                    |
| 9                   | 1985-86 | R. US binchoise | Division 3 série A | 13e/16           |                    |
| 10                  | 1986-87 | R. US binchoise | Division 3 série A | 16e/16           | Relégué!           |
| 11                  | 1987-88 | R. US binchoise | Promotion série A  | 4e/16            |                    |
| 12                  | 1988-89 | R. US binchoise | Promotion série D  | 5e/16            |                    |
| 13                  | 1989-90 | R. US binchoise | Promotion série D  | 2e/16            | [ saisons 1 ]      |
| 14                  | 1990-91 | R. US binchoise | Promotion série C  | 5e/16            |                    |
| 15                  | 1991-92 | R. US binchoise | Promotion série D  | 4e/16            |                    |
| 16                  | 1992-93 | R. US binchoise | Promotion série D  | 2e/16            |                    |
| 17                  | 1993-94 | R. US binchoise | Promotion série D  | 5e/16            | Tour final!        |
| 18                  | 1994-95 | R. US binchoise | Promotion série A  | 16e/16           | Relégué!           |
| séries provinciales |         |                 |                    |                  |                    |

## Personnalités du club

### Présidents
| Rang | Nom                 | Période   |
| ---- | ------------------- | --------- |
| 1    | Fernand Derval (I)  | 1942-1950 |
| 2    | ?                   | 1950-1953 |
| 3    | Fernand Derval (II) | 1953-1955 |
| 4    | Alex Babusiaux      | 1955-1964 |
| 5    | Jacques Termolle    | 1964-1976 |
| 6    | Michel Meunier      | 1976-1979 |
| 7    | Claude Philippart   | 1979-1980 |
| 8    | Aimé Vachaudez      | 1980-1990 |
| 10   | Joseph Tombal       | 1990 - ?  |
| 11   | Rudi Maudoux        | ? -2018   |
| 12   | Jean-Pierre Jaumot  | 2018-     |

### Anciens joueurs
- Frédéric Tilmant, joueur puis entraîneur de La Louvière en première division, joue trois ans à Binche entre 1986 et 1989. Il retourne ensuite au club après sa retraite sportive, d'abord en tant que « conseiller », il rechausse ensuite occasionnellement ses crampons.

### Anciens entraîneurs
- / Orazio Schena